# Квирия, Дурмишхан Евтихович
Дурмишхан Евтихович Квирия (род. 11 марта 1952, Кутаиси, Кутаисская область) — советский футболист, полузащитник.
Воспитанник футбольной школы «Торпедо» Кутаиси, тренеры Г. Пирцхалава, К. Хурцидзе. С 1969 года — в дубле «Торпедо». В 1972—1982 годах провёл за команду 296 матчей, забил 15 голов. В высшей лиге в 1982 году сыграл семь матчей.